# Courbépine
Courbépine é uma comuna francesa na região administrativa da Normandia, no departamento de Eure. Estende-se por uma área de 11,88 km². Em 2010 a comuna tinha 737 habitantes (densidade: 62 hab./km²).